# Canal entre Champagne et Bourgogne
Het Canal entre Champagne et Bourgogne is een kanaal in de franse regio's Grand Est en Bourgogne-Franche-Comté. Het verbindt het Canal latéral à la Marne met de gekanaliseerde Saône. Het heette oorspronkelijk Canal de la Marne à la Saône maar kreeg recent zijn nieuwe naam uit toeristische overwegingen.
Het kanaal leidt van de Marne bij Vitry-le-François tot de Saône bij Maxilly-sur-Saône doorheen een klein stukje Bourgondië, maar vooral doorheen Lotharingen en Champagne-Ardenne.
Het kanaal werd aangelegd tussen 1880 en 1907. Het voert onder meer door Saint-Dizier en Chaumont.
Het kanaal telt op een lengte van 224,2 km 114 sluizen (71 op de helling uit de Marnevallei en 43 op de valleihelling van de Saône) en telt ook twee ondergrondse passages, de 275 meter lange Condes-tunnel en de 4.820 meter lange tunnel tussen Balesmes-sur-Marne en Noidant-Chatenoy op het hoogste punt van het kanaal, een tunnel die bijna onder de bron van de Marne loopt.